# Représentations diplomatiques en Somalie

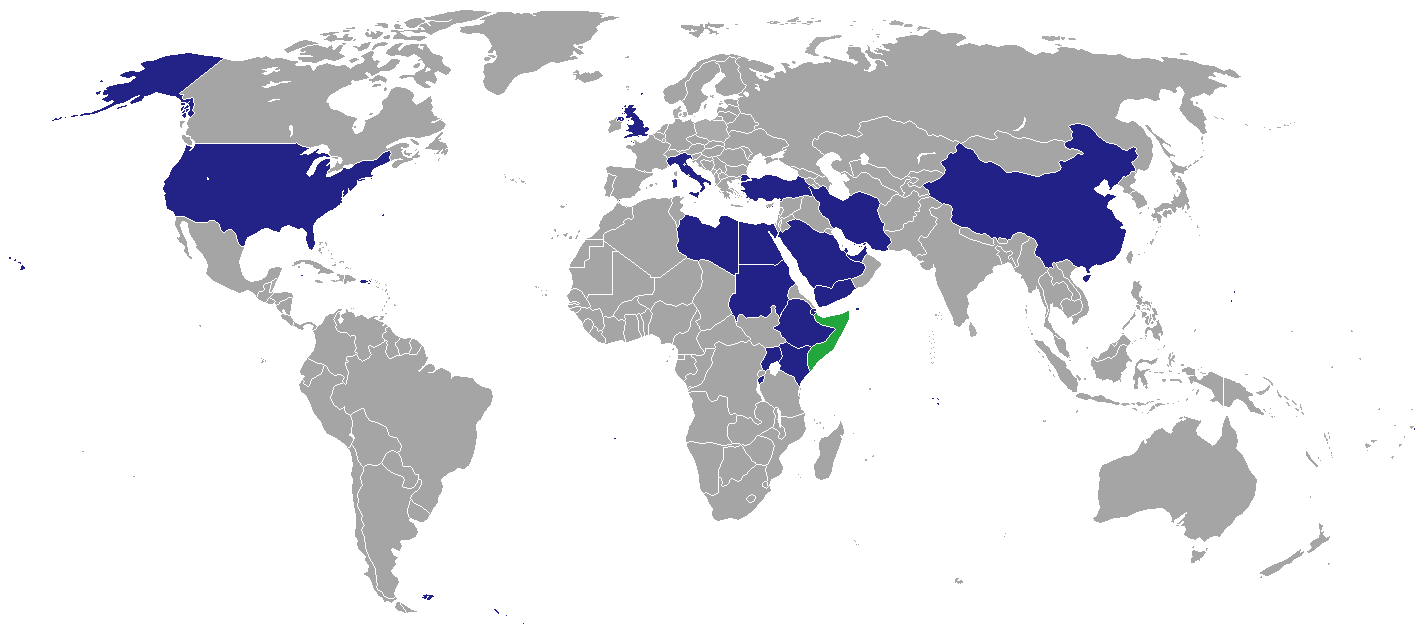
Représentations diplomatiques en Somalie

Ceci est une liste des représentations diplomatiques en Somalie. La plupart des ambassades sont basées dans la capitale Mogadiscio.

## Ambassades à Mogadiscio
- Burundi
- Chine[1]
- Djibouti[2]
- Égypte
- Émirats arabes unis
- États-Unis[3]
- Éthiopie[4]
- Iran[5]
- Italie
- Kenya[6]
- Libye[7]
- Ouganda[8]
- Royaume-Uni[9]
- Qatar[10]
- Soudan[7]
- Turquie[11]
- Yémen[7]

## Ambassades non résidentes
Addis-Abeba
- Afrique du Sud[12]
- Bulgarie[13]
- Cameroun[14]
- Géorgie[15]
- Indonésie[16]
- Lesotho[17]
- Mali[18]
- Mexique[19]
- Portugal[20]
- République tchèque[21]
- Sénégal[22]

Le Caire
- Brésil[23]
- Croatie[24]

Dar es Salam
- Viêt Nam[25]

Djibouti
- Palestine[26]
- Russie[27]

Khartoum
- Grèce[28]
- Roumanie[29]

Nairobi
- Allemagne[30]
- Argentine[31]
- Australie[32]
- Autriche[33]
- Belgique[34]
- Canada[35]
- Colombie[36]
- Corée du Sud[37]
- Danemark[38]
- Espagne[39]
- Finlande[40]
- France[41]
- Inde[42]
- Japon[43]
- Norvège[44]
- Pakistan[43]
- Pays-Bas
- Philippines
- Pologne[45]
- Serbie[46]
- Slovaquie[47]
- Suède[48]
- Suisse[49]
- Tanzanie[50]
- Ukraine[51]

Pretoria
- Jamaïque[52]
- Taïwan

Sanaa
- Malaisie[53]
- Tunisie